# تايلر بوتا
تايلر بوتا (بالإنجليزية: Tyler Botha)‏ هو دي جيه جنوب أفريقي، ولد في 3 ديسمبر 1980 في كيب تاون في جنوب أفريقيا.

## وصلات خارجية
- تايلر بوتا على موقع IBSF (الإنجليزية)
- تايلر بوتا على موقع أوليمبيديا (الإنجليزية)